# Усть-Лытва
Усть-Лытва — деревня в Пермском крае России. Входит в Александровский муниципальный округ.

## География
Деревня находится в восточной части края, в пределах западных предгорий Среднего Урала, в таёжной зоне,  при впадении реки Лытвы в Вильву,   на расстоянии приблизительно 9 километров (по прямой) юго-западнее от города Александровска.

### Климат
Климат характеризуется как умеренно континентальный, с морозной зимой и умеренно тёплым дождливым летом. Средняя многолетняя температура самого холодного месяца (января) составляет −16,5°С, температура самого тёплого (июля) — +16,5°С. Среднегодовое количество осадков — 600—800 мм.

## История
Упоминается в 1869 году как деревня, расположенная в устье реки Лытвы.
В 1945 году деревня входила в Кизеловский район Молотовской области.
С 2004 до 2019 гг. входила в  Александровское городское поселение Александровского муниципального района.

## Инфраструктура
Личное подсобное хозяйство с зоной сельскохозяйственного использования, индивидуальная застройка усадебного типа.

## Транспорт
Деревня доступна автотранспортом.  